# Hypoglykemie
Hypoglykemie (nebo též hypoglykémie) je definována jako patologický pokles glykemie pod 3,3 mmol/l doprovázený klinickými projevy, jež jsou způsobeny vylučováním antiregulačních hormonů a dalšími biochemickými procesy. Řadí se mezi akutní komplikace diabetu a jedná se o častou komplikaci léčby diabetu inzulinem. Normální hladina glukózy v krvi je 3,5–5,6 mmol/l. Diabetik však může mít problémy i při těchto hodnotách (je „zvyklý“ na chorobně zvýšenou hladinu glukózy). Mírná hypoglykemie se může projevit u zdravých lidí při nízkém příjmu potravy nebo vysoké tělesné zátěži, příznaky jsou přitom mírnější, zřídka dojde k několikavteřinové mdlobě.

## Příčiny
Stav je způsoben relativním přebytkem uměle podaného inzulinu (vzácně jiných léků). Obvyklá příčina je nedostatečný příjem potravy po podání inzulinu. Diabetici jsou zvyklí najíst se ihned po injekční aplikaci. Pokud se jídlo zpozdí, dávka inzulinu je příliš vysoká nebo se změnil předchozí denní režim (pohyb, dieta) – může dojít k hypoglykemii. Hypoglykemie může též vzniknout jako důsledek požití většího množství alkoholu.

## Projevy
Hypoglykemie se projevuje nejprve sníženou psychickou výkonností, slabostí, bolestí hlavy, studeným potem, pocitem hladu, poruchou jemné motoriky a později křečemi až bezvědomím. Nízká koncentrace glukózy v krvi je nebezpečná především pro mozek (zdroj energie pro mozek je i glukóza, které spotřebuje asi 100 g za den), a proto se tělo snaží nedostatek glukózy v krvi co nejrychleji napravit. Stimuluje sekreci antagonistů inzulinu: především hormony nadledvin – adrenalin, kortizol a hormon pankreatu – glukagon. Tyto hormony stimulují rozklad zásobního cukru glykogenu (proces glykogenolýza) v játrech na glukózu a potlačují účinek inzulinu. Pocit hladu, který je způsobený vyloučením adrenalinu do krve, přinutí člověka sníst potravu obsahující sacharidy.

## Léčba
K léčbě hypoglykémie jsou vhodné potraviny s vysokým glykemickým indexem. Vhodné potraviny jsou například kostkový cukr, džus, sladké moučníky a tyčinky, atd. Nevhodná je například paradoxně čokoláda, protože obsahuje velký podíl tuků, které zpomalují vstřebávání glukózy do krve. Trvá přibližně 5–10 minut, než se glukóza z přijaté potravy v trávicím traktu vstřebá do krve a projevy hypoglykemie postupně vymizí. Po přijetí potravin s vysokým glykemickým indexem je vhodné přijmout také potraviny s nízkým glykemickým indexem, aby nedošlo k další hypoglykémii.
Pokud projevy hypoglykemie pokračují i po 10 minutách od příjmu potravy, je nutné přísun sacharidů zopakovat.

## Hypoglykemické kóma

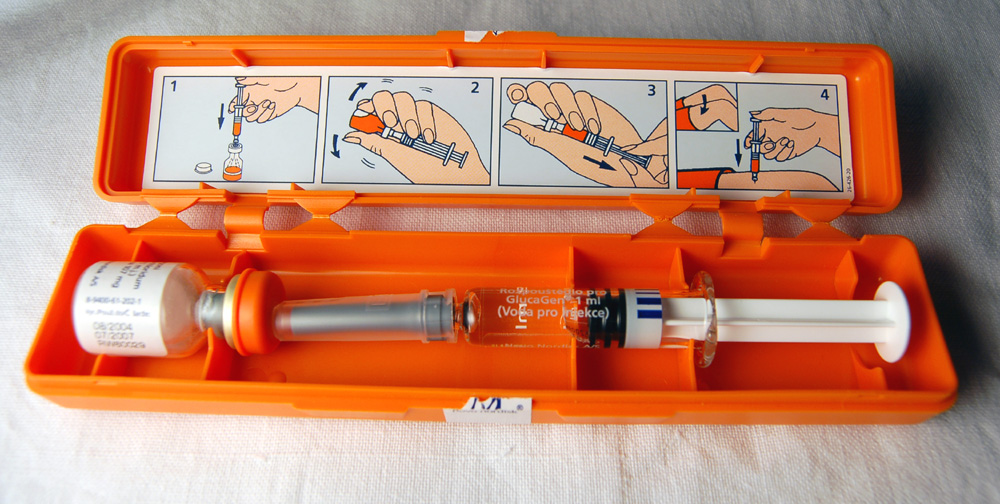
GlukaGen kit obsahující hormon Glukagon - první pomoc při hypoglykemickém komatu

V průběhu trvání diabetu a častým opakováním hypoglykemie dochází k útlumu kontraregulační odpovědi organismu na hypoglykemii (= pomaleji se vyplavuje glukagon a adrenalin), což má za následek tzv. syndrom porušeného vnímání hypoglykemie. Nerozpoznaná hypoglykemie ve spánku může vést ke kolapsu organismu v důsledku absolutního nedostatku glukózy v krvi, tzn. k hypoglykemickému kómatu. Při poruše vědomí není diabetik schopen přijímat potraviny obsahující sacharidy. Je nutné zavolat zdravotnickou záchrannou službu. Je možné vložit kostku cukru do úst postiženého mezi tvář a zuby. Ve slinách rozpuštěná sacharóza se rozštěpí a vzniklá glukóza se rychle vstřebává do krve. Není vhodné kostku cukru vkládat pod jazyk, kvůli nebezpečí vdechnutí.
Pokud má u sebe diabetik nouzovou laickou injekci je možné injekčně aplikovat hormon glukagon, který zvrátí účinek inzulinu.
Pokud dosavadní léčba není účinná, lékař nitrožilně aplikuje 40% roztok glukózy.
Velmi častou chybnou úvahou nepoučeného laika je "píchnout cukrovkáři inzulín". Inzulín však (na rozdíl od kostky cukru) může člověka zabít, proto jej podává pouze lékař, nebo diabetik sám sobě při plném vědomí. Nutno podotknout, že inzulín slouží ke snížení hodnoty cukru v krvi, proto se v žádném případě inzulín nepíchá v případech hypoglykémie.